# زاوية عبد السلام الأسمر

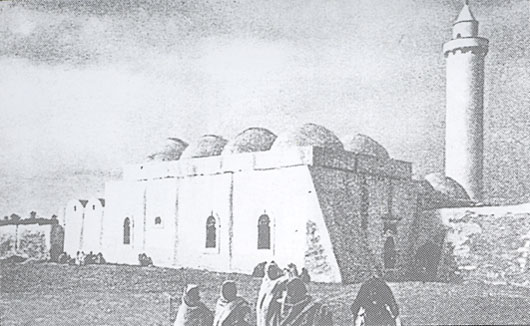
مسجد وزاوية عبد السلام الأسمر الفيتوري بمدينة زليتن

أسسها الشيخ عبد السلام الأسمر الفيتوري  حوالي سنة 912 هـ 1491 م بمدينة زليتن بغرب ليبيا، وحملت منذ ذلك الوقت اسم مؤسسها، وعُدت هذه الزاوية أحد أهم المراكز الإسلامية في ليبيا وذلك لدورها الكبير في نشر تعاليم الإسلام منذ أكثر من خمسة قرون..كما أنها تعتبر حلقة وصل ربطت بين أهم المراكز الإسلامية في شمال أفريقيا فهي أهم مدرسة إسلامية تقع بين جامع الأزهر في مصر شرقاً وبين جامع الزيتونة بتونس غرباً وصولا إلى جامعة القرويين بفاس.
وأيضا  جامعة محمد الخامس   الرباط .
ولا يزال هذا المركز الإسلامي يحظى باهتمام كبار العلماء المسلمين، فقد قام بزيارته علماء مهمين على مستوى العالم الإسلامي وألقوا في المسجد والجامعة العديد من المحاضرات والدروس ومن هؤلاء العلماء:
- الدكتور يوسف القرضاوي رئيس الاتحاد العالمي لعلماء المسلمين.
- الشيخ علي جمعة مفتي الديار المصرية.
- الدكتور وهبة الزحيلي أحد أبرز الفقهاء على مستوى العالم الإسلامي من سوريا.
- الدكتور محمد عمارة المفكر الإسلامي.
- الدكتور أحمد عمر هاشم رئيس جامعة الأزهر الأسبق.
- الشيخ أحمد الخليلي مفتي سلطنة عمان.

## المنهج

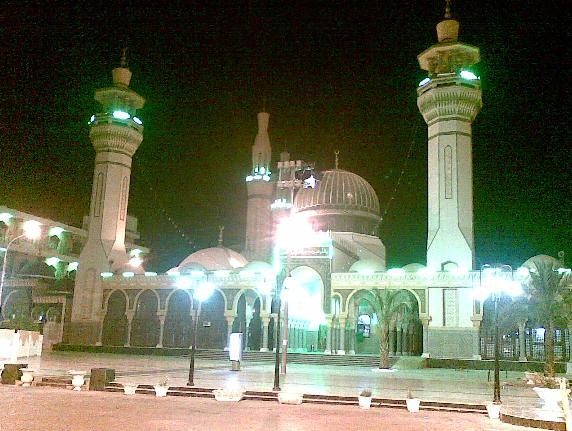
المسجد الأسمري مدينة زليتن

تهتم الزاوية الأسمرية بتدريس القرآن الكريم والحديث والفقه المالكي وعقيدة أهل السنة و الجماعة واللغة العربية والتربية والسلوك.

## تاريخها
أنشأ عبد السلام الأسمر الفيتوري في جوار الزاوية مرافق لإيواء الفقراء والمريدين وجعل بها مكانا لإعداد الطعام للرواد والزائرين، عيّن عليه صهره السيد على بن عبد الرحمن الفيتوري حيث كان هو الشاوش على طعام الفقراء بالزاوية.

## المسجد
أسسه الشيخ عبد السلام الأسمر الفيتوري  وأقام في جواره الزاوية ولنجاح الزاوية أسس بها السيد عبد السلام الأسمر مرافقا لإيواء الفقراء والمريدين وجعل بها مكانا لإعداد الطعام للرواد والزائرين عيّن عليه صهره السيد على بن عبد الرحمن الفيتوري حيث كان هو الشاوش على طعام الفقراء بالزاوية وكان بها مكتبة تحوي الكثير من الكتب النفيسة ضاع معظمها يوم قتل السيد عمران بن عبد السلام الأسمر، وحظي المسجد بالتجديد مرات عديدة منذ تأسيسه، واهتم العثمانيون به عن طريق المسؤولين على ولاية طرابلس عندما كانت تابعة لهم، آخر أعمال التجديد كانت في تسعينيات القرن الماضي وساهمت فيها شركة مغربية هي ذاتها التي ساهمت في إنشاء مسجد الحسن الثاني بالدار البيضاء، لذا فإن النقوش والزخارف في مسجد الأسمر تكاد تكون مطابقة مع مسجد الحسن الثاني. يسع المسجد مع الصحن والملحقات حوالي عشرة آلاف مصلي، ويصل إلى طاقته القصوى في صلوات الجمعة والعيد والتراويح في شهر رمضان، أرضية الصحن مغطاة بالكامل بالرخام، أما المسجد فتوجد بداخله العديد من الإسطوانات المكسوّة بالفسيفساء كحال القسم السفلي من جدران النصف الخلفي للمسجد المكسوة بدورها بالفسيفساء، وتزين الزخارف المغربية القبة الخلفية الكبيرة في النصف الخلفي للمسجد الملبّسة بالجبس، أما القبة الأمامية الكبيرة فتحتوي على زخارف ونقوش مختلفة عن الخلفية، يوجد في نهاية المسجد إضافات مسيجة بالأرابيسك وفيها إسطوانات مزدانة بالفسيفساء.

## تفجير الزاوية عام 2012
في يوم السبت 25 أغسطس 2012م قام مجموعة من المتشددين من السلفية بهدم وتفجير ضريح ومسجد الشيخ عبد السلام الأسمر، وزاويته، وحرق آلاف الكتب التاريخية في مكتبته، مستخدمين القنابل والجرافات، باعتبارها «مزارات وثنية» بحسب وصف السلفية. وقد استنكر رئيس المؤتمر الوطني محمد المقريف هذا الفعل وسماه «بالأعمال الإجرامية»، كما دانتها دار الإفتاء الليبية في بيان لها. كما حذر عمر مولود عبد الحميد الأمين العام لرابطة علماء ليبيا التي تضم ما يقارب 400 عالم دين من تداعيات تلك الأعمال على الوضع الأمني بليبيا، مشيرًا إلى أنها «جريمة قانونية وشرعية». كما استنكرت دار الإفتاء المصرية بشدة هذا الفعل ووصفت فاعليه «بخوارج العصر وكلاب النار»، ووصفت تلك الممارسات بأنها ممارسات «إجرامية جاهلية لا يرضى عنها الله تعالى ولا رسوله صلى الله عليه وآله وسلم ولا أحد من العالمين»

## مقالات ذات صلة
- عبد السلام الأسمر
- محمد المدني الشويرف
- منصور أبو زبيدة الفيتوري
- الجامعة الأسمرية للعلوم الإسلامية
- مدرسة عثمان باشا
- جامعة طرابلس
- جامعة محمد الخامس
- جامعة الزيتونة
- المسجد الحرام
- المسجد النبوي
- المسجد الأقصى
- مسجد قباء
- مسجد القبلتين
- جامع الراجحي
- جامع مولاي محمد
- جامع الزيتونة
- جامع الجزائر
- جامع الشيخ زايد